# Campylaspis inornata
Campylaspis inornata är en kräftdjursart som beskrevs av Jones 1969. Campylaspis inornata ingår i släktet Campylaspis och familjen Nannastacidae.
Artens utbredningsområde är Tasmanhavet. Inga underarter finns listade i Catalogue of Life.